# Falkenštejn
Falkenštejn (také Sokolí) byl skalní hrad na severu České republiky v okrese Děčín v Národním parku České Švýcarsko nedaleko Jetřichovic. Od roku 1966 je chráněn jako kulturní památka. Dochovaly se ve skále vytesané světničky a základy dalších staveb.

## Historie
Celé zdejší území severní části Českého království kolonizoval ve 12.–13. století rod Michaloviců. Falkenštejn je archeologicky doložen již v první polovině 14. století, ale první písemná zmínka pochází až z roku 1395, kdy byl na hradě hejtmanem Nice Hokacker ve službách Jana III. z Michalovic. Od roku 1406 byl majitelem Hynek Berka z Dubé a po něm jeho synové Jan Berka z Dubé a Jindřich Berka z Dubé, který se podílel na loupežných výpravách do Lužice. V roce 1428 koupil kamenické panství, jehož byl Falkenštejn součástí, Zikmund Děčínský z Vartenberka. Vartenberkové na hradě nežili. Během husitských válek na něm sice udržovali posádku, ale po jejich skončení hrad zpustl. Poslední zprávy o něm jsou z let 1457 a 1460.
Po zániku hradu byla skála využívána jako stanoviště požární hlídky. Ve druhé polovině 19. století ji začali navštěvovat turisté. Ve zbytcích hradu se konaly příležitostné kulturní akce doprovázené prodejem piva a suvenýrů. Jedna z nich je doložena v roce 1863, ale existuje také méně spolehlivý záznam o lidových zábavách konaných už v roce 1830.
Na podzim roku 2017 bylo postaveno schodiště na vrchol skály se zbytky hradu, kde byla vybudována vyhlídková plošina z kovových pochozích roštů, která chrání skálu před erozí. Stavbu financovala Správa Národního parku České Švýcarsko. Zvolené řešení vyvolalo kritické reakce, ale bylo vynuceno stavem měkké a snadno erodovatelné horniny, frekvencí návštěv turistů a potřebou ochránit pozůstatky hradu i prvky živé přírody.

## Stavební podoba
Vlastní hrad stál na pískovcové skále, pod kterou se nacházelo předhradí opevněné valem a příkopem. Na vrchol skály se vcházelo upravenou přírodní průrvou. Na vrcholové plošině se částečně dochovala síň o rozměrech 6 × 12 m původně osvětlovaná oknem se sedátky. Sousední vytesaná prostora bývá považována za kapli. Kromě nich zde zřejmě stála dřevěná věž a obvod plošiny byl opevněn palisádou.

## Přístup
Na hrad vede odbočka ze žlutě značené turistické trasy z Jetřichovic k rozcestí Pod Suchým vrchem.

## Galerie

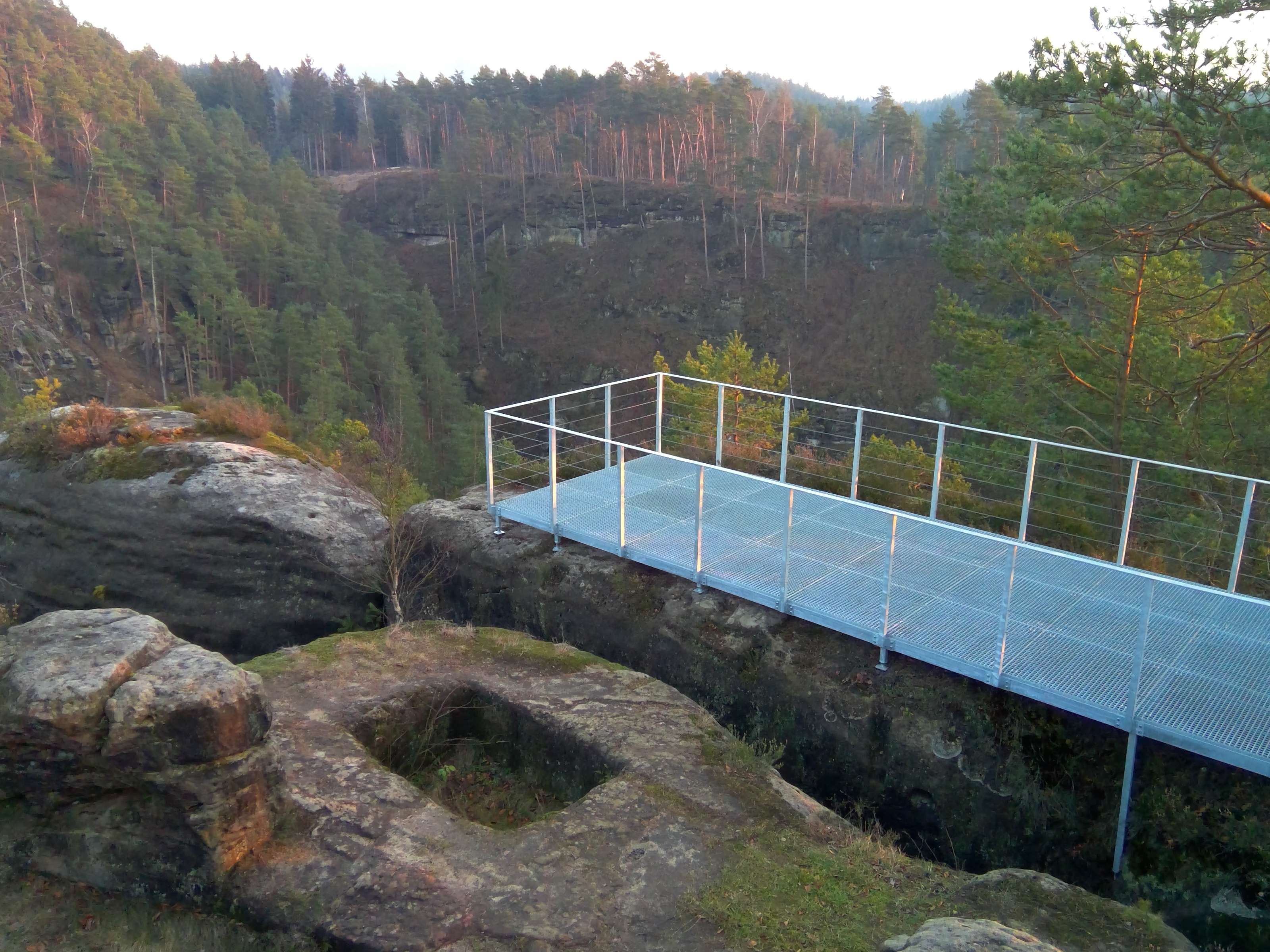
Vyhlídková plošina
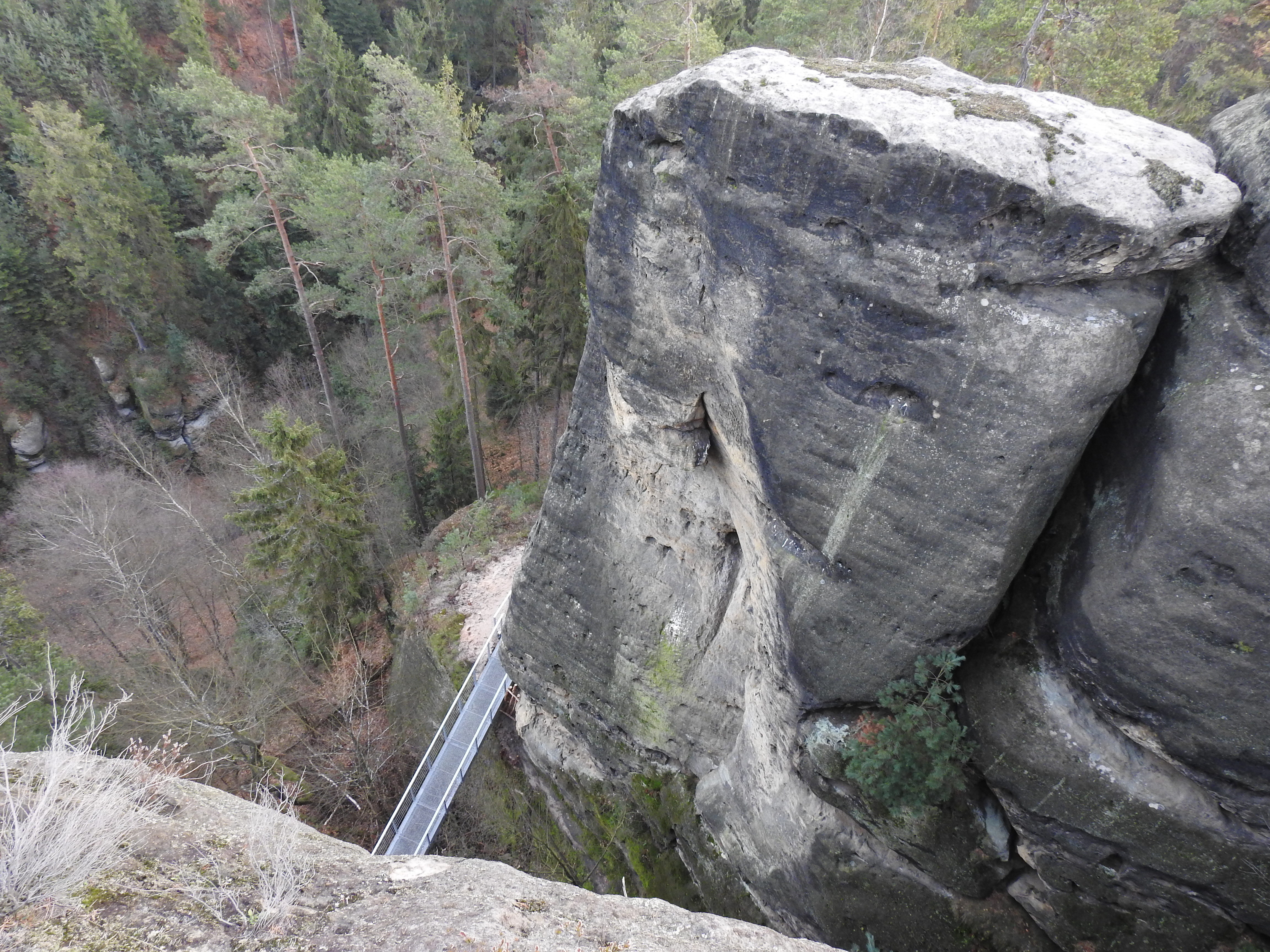
Východ
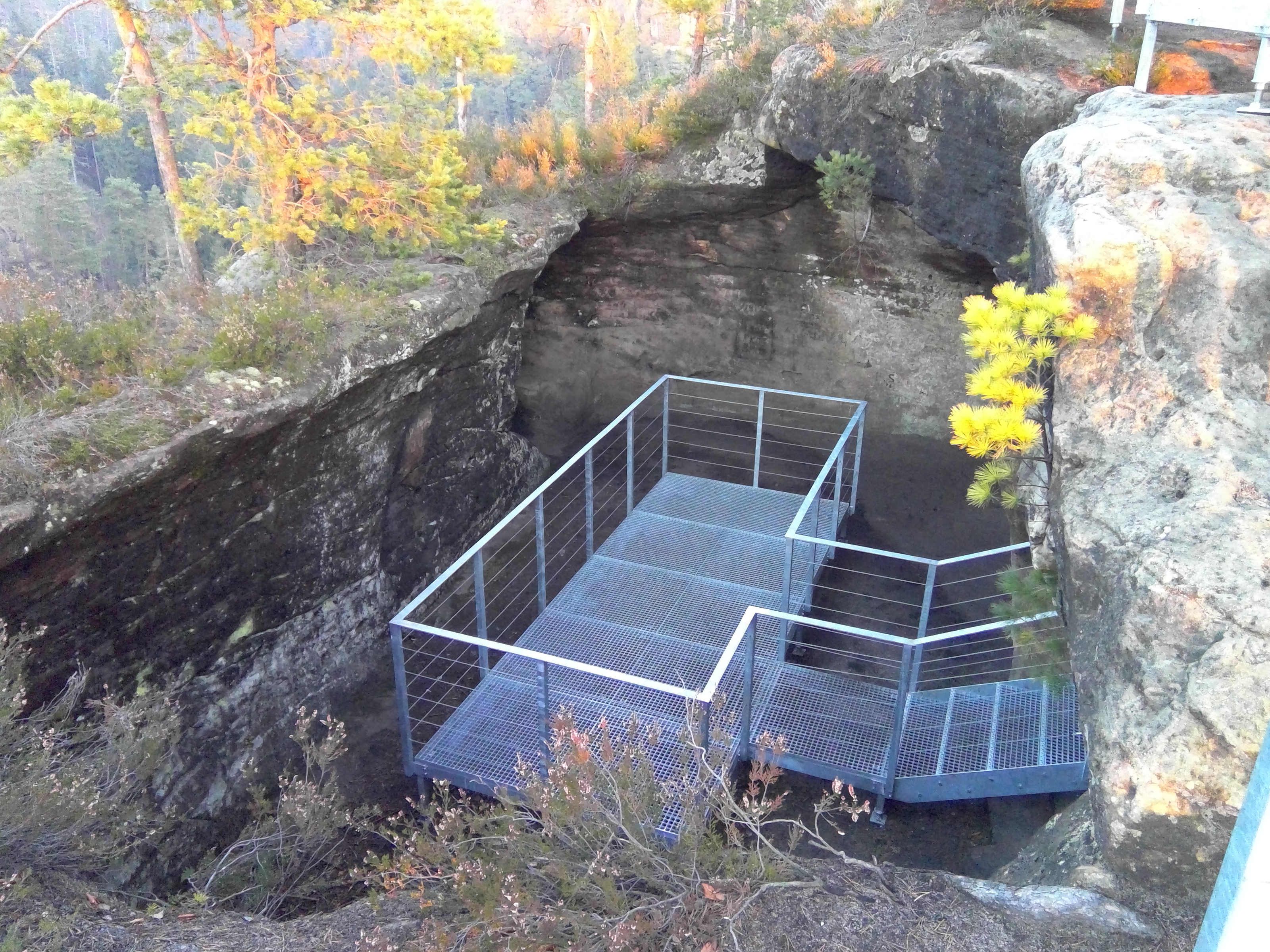
Pohled do místnosti
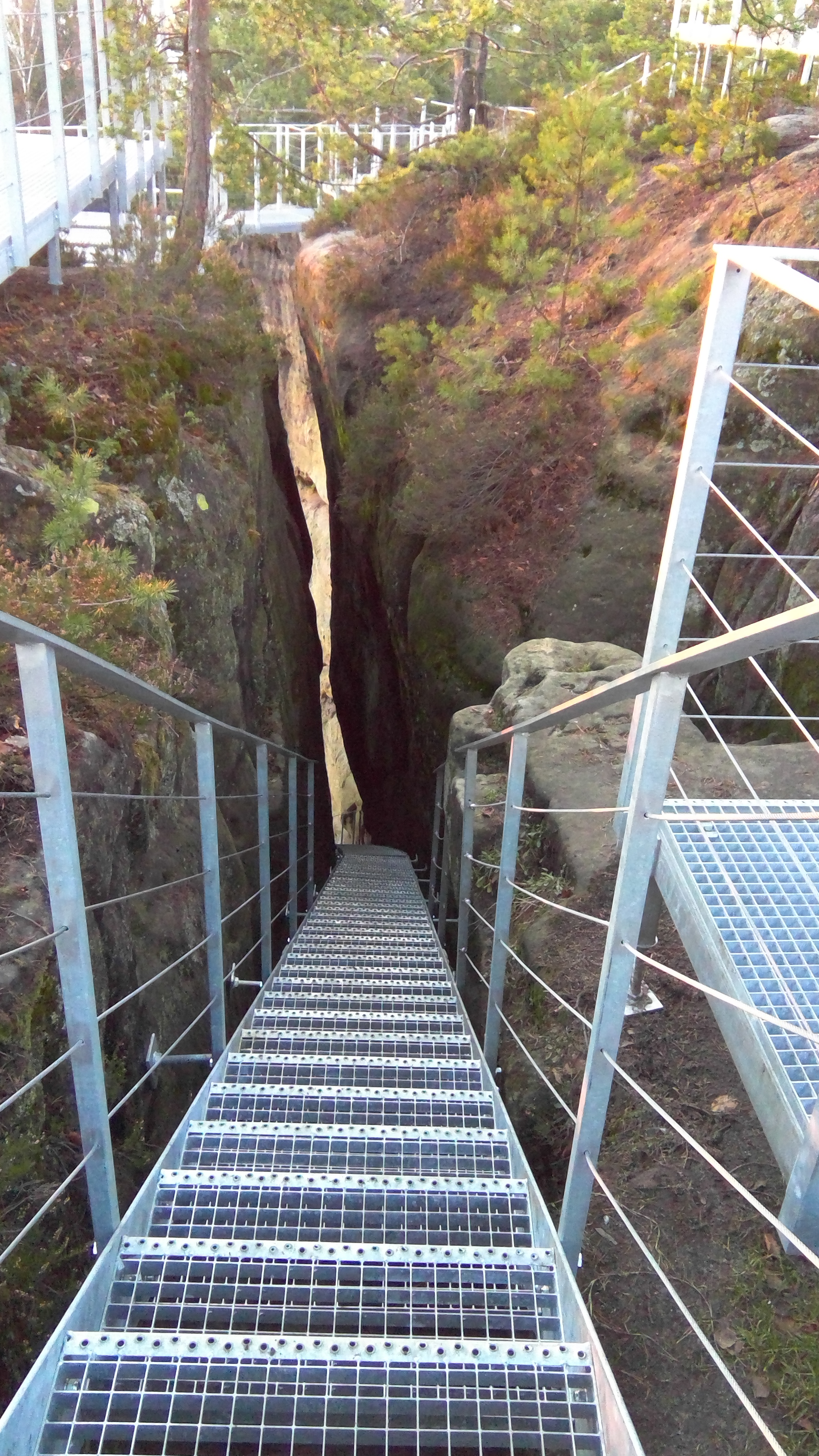
Schodiště
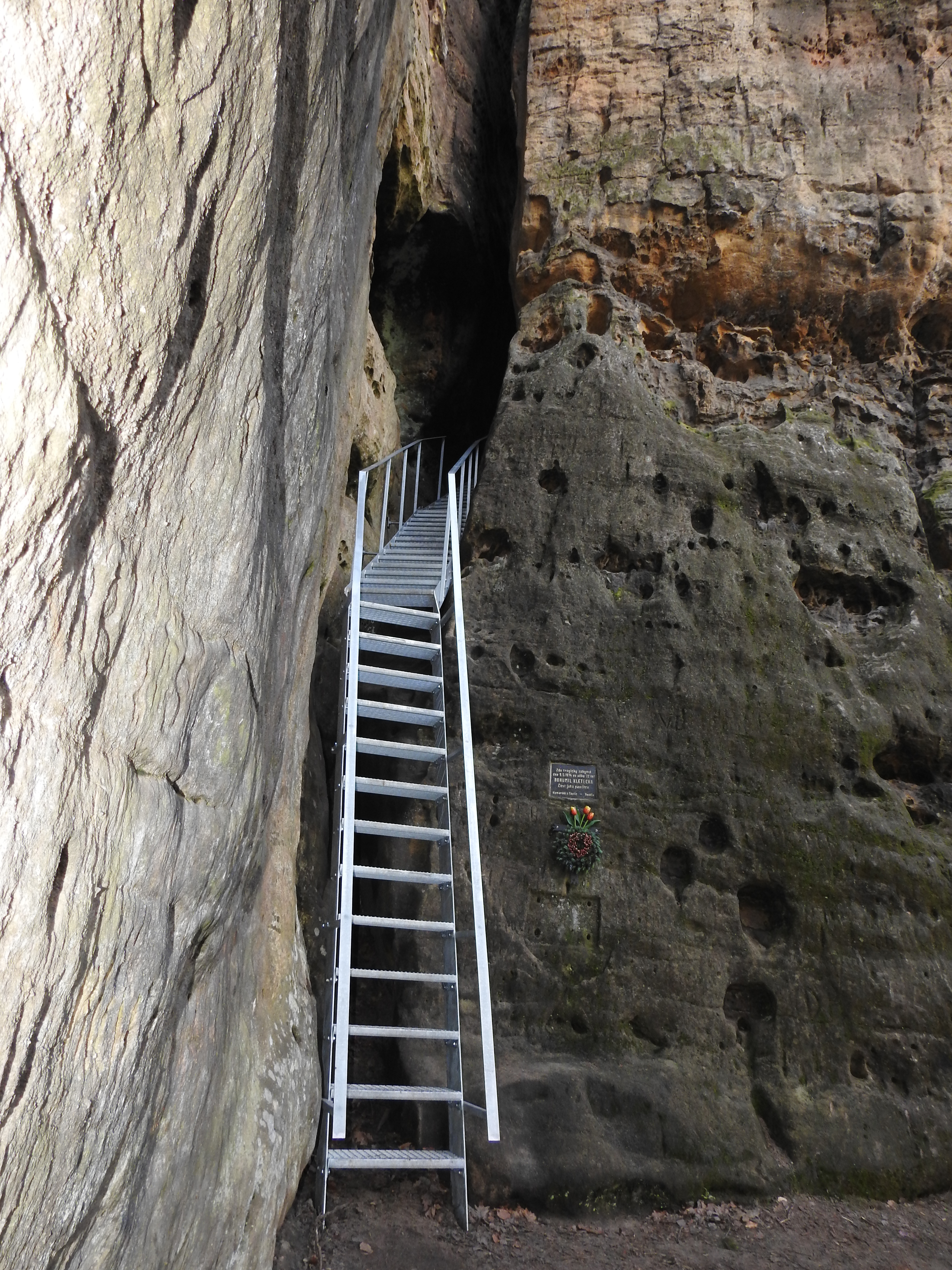
Schodiště